# AI (формат файлів)
AI (Adobe Illustrator) — формат файлу, розроблений Adobe Systems для зберігання векторних зображень. Adobe Illustrator для зберігання файлів AI використовує розширення .ai. AI підтримують практично всі програми, пов'язані з векторною графікою. Цей формат є найкращим посередником при передачі зображень з однієї програми в іншу. У цілому, поступаючись CorelDRAW у ілюстративних можливостях, (може містити в одному файлі тільки одну сторінку, має маленьке робоче поле — цей параметр дуже важливий для зовнішньої реклами — всього 3х3 метри) тим не менш, він відрізняється найбільшою стабільністю і сумісністю з мовою PostScript, на яку орієнтуються практично всі видавницько-поліграфічні додатки.